# 4 Tunna Brix
Pour les articles homonymes, voir Brix (homonymie).
4 Tunna Brix est un bootleg du groupe Sonic Youth. Il fut publié en 1990 sur l'un des labels du groupe, Goofin', et contient une Peel Session enregistrée le 19 octobre 1988. Le groupe a joué durant cette session trois reprises du groupe The Fall et Victoria un morceau du groupe The Kinks qui avait également été repris par The Fall.

## Titres
1. My New House (Mark E. Smith)
---
2. Rowche Rumble (Mark E. Smith, Marc Riley, Craig Scanlon)
3. Psycho Mafia (The Fall)
4. Victoria (Ray Davies)